# Schattenkonstruktion

Parallelproj.: Schatten bei parallelem Licht

Parallelproj.: Schatten bei zentralem Licht

Schatten eines Kamins auf einer schiefen Dachfläche

In der Darstellenden Geometrie verwendet man Schattenkonstruktionen um die Darstellung räumlicher Objekte attraktiver zu machen oder um Beleuchtungsprobleme schon in der Planungsphase diskutieren zu können. Wenn eine Parallelprojektion oder eine Zentralprojektion eines Objektes, z. B. eines Hauses, vorliegt, so ist es relativ einfach, Schatten auf eine horizontale Ebene (Standebene) sowohl von parallelem (Sonne) als auch zentralem (Lampe) Licht zu konstruieren. In allgemeineren Fällen (Schatten auf Ebenen, die von der Standebene verschieden sind) kann man den Schatten zunächst in Grund- und Aufriss, eventuell mit Hilfe der Durchstoßpunktmethode, konstruieren und dann in das Bild einzeichnen (s. Bild mit Dach und Kamin).

## Schattenkonstruktion in Parallelprojektionen

### Schatten auf der Standebene bei parallelem Licht
Bei parallelem Licht wählt man in der Regel die Lichtrichtung {\displaystyle l} durch den Schattenwurf einer senkrechten Kante (s. Bild). Der Schatten {\displaystyle P'} des oberen Punktes {\displaystyle P} ergibt sich als Schnittpunkt des Lichtstrahls mit seinem Grundriss {\displaystyle l'}. Alle weiteren Lichtstrahlen müssen parallel zu {\displaystyle l} sein. Die Grundrisse aller Lichtstrahlen sind alle parallel zu {\displaystyle l'}. Damit lassen sich zu allen Punkten, deren Grundrisse in der Standebene bekannt sind, die Schattenpunkte bestimmen. Auf diese Weise ergibt sich das Begrenzungspolygon des Schattens. Da das Schattenbild auf jeden Fall wieder eine Parallelprojektion (auf die Standebene) ist, gehen zueinander parallele Kanten in zueinander parallele Schattenkanten über. Dies ist bei der Konstruktion zu beachten, aber auch von Vorteil.

### Schatten auf der Standebene bei zentralem Licht
Bei zentralem Licht gehen die Lichtstrahlen alle von einem Punkt {\displaystyle L} aus. Dieser Punkt {\displaystyle L} und sein Grundriss {\displaystyle L'} (auf der Standebene) müssen im Bild bekannt sein. Das Schattenbild von einem Punkt {\displaystyle P}, von dem auch der Grundriss {\displaystyle P'} im Bild bekannt sein muss, ergibt sich als Schnittpunkt des Lichtstrahls durch {\displaystyle P} und der Verbindungsgerade des Grundrisses {\displaystyle L'} mit {\displaystyle P'} (im axonometrischen Bild). Das Schattenbild ist in diesem Fall einem Bild in Zentralperspektive zu vergleichen. Hier sind im Schatten nur die Bildgeraden wieder parallel, die im Original parallel zur Projektionstafel (hier horizontal) sind.

### Schatten auf einer schiefen Ebene
Schatten bei parallelem oder zentralem Licht auf eine schiefe Ebene konstruiert man am besten zunächst in einer Zweitafelprojektion (s. Bild) mit Hilfe von Durchstoßpunkten. Anschließend überträgt man den Schatten in das Bild (Parallelprojektion).

## Schattenkonstruktion in Zentralprojektionen

Zentralproj.: Schatten eines Hauses bei parallelem Licht und senkrechter Bildtafel

Zentralproj.: Schatten eines Quaders bei parallelem Licht und geneigter Bildtafel

Zentralproj.: Schatten eines Hauses bei zentralem Licht und senkrechter Bildtafel

Zentralproj.: Lagerhalle mit Schatten bei parallelem Licht und senkrechter Bildtafel

Um den Schatten eines Objektes (Haus, ...) in eine Zentralprojektion einzuzeichnen, verwendet man analoge Methoden wie im Fall der Parallelprojektion.

### Schatten auf der Standebene bei parallelem Licht
Paralleles Licht tritt eigentlich immer als Sonnenlicht auf. Daher bezeichnet man den für die Schattenkonstruktion nötigen Fluchtpunkt der parallelen Lichtstrahlen als Sonnenpunkt {\displaystyle S}. Kommt das Licht (vom Betrachter aus gesehen) von vorne, so liegt der Sonnenpunkt über dem Horizont {\displaystyle h}. Kommt das Licht von hinten, so liegt der Sonnenpunkt unterhalb des Horizonts. Im Fall der Parallelprojektion wurde immer wieder der Schatten von allen wesentlichen senkrechten Kanten bestimmt. Neben dem Lichtstrahl durch den oberen Punkt einer Kante wurde der Grundriss dieses Lichtstrahls auch eingezeichnet und anschließend beide Geraden geschnitten. Dadurch entstand der Schattenpunkt des oberen Punktes und damit auch der Schatten der senkrechten Kante. Bei einer Zentralprojektion geht jeder Lichtstrahl durch den Sonnenpunkt. Der Grundriss eines Lichtstrahls ist eine horizontale Gerade, deren Fluchtpunkt auf dem Horizont liegt. Durch den Lichtstrahl und seinen Grundriss geht eine senkrechte Ebene, die die Bildtafel in einer Gerade schneidet. Im Fall einer senkrechten Bildtafel, steht diese Gerade senkrecht auf dem Horizont. Im Fall einer geneigten Bildtafel verläuft diese Gerade durch den Fluchtpunkt der z-Richtung.

#### Schatten bei senkrechter Bildtafel
In diesem Fall liegt der Fluchtpunkt aller Grundrisse von Lichtstrahlen senkrecht unter dem Sonnenpunkt auf dem Horizont. Er wird Sonnenfußpunkt {\displaystyle S_{F}} genannt. Die eigentliche Schattenkonstruktion verläuft technisch wie die im Fall einer Parallelprojektion mit zentralem Licht.

#### Schatten bei geneigter Bildtafel
Bei geneigter Bildtafel schneiden senkrechte Geraden die Bildtafel und haben einen Fluchtpunkt, im Beispiel: {\displaystyle F_{3}}. Sonnenpunkt (er liegt hier unter dem Horizont, d. h. das Licht kommt von hinten) und Sonnenfußpunkt sind in diesem Fall über eine Gerade durch {\displaystyle F_{3}} miteinander verbunden. Die Konstruktion des Schattens verläuft nach dem Schema für senkrechte Bildtafeln.

### Schatten auf der Standebene bei zentralem Licht
Hat man eine Lichtquelle und ihren Grundriss auf der Standebene gewählt oder aus einer Vorgabe (in Grund- und Aufriss) konstruiert, lässt sich das Verfahren zur Schattenkonstruktion in Parallelprojektionen  (s. o.) unverändert übernehmen.

### Weiteres Beispiel
Das letzte Bild (Lagerhalle mit Laderampe und Anbau) ist eine Zentralprojektion auf eine senkrechte Bildtafel und zeigt Schatten auch auf einer schiefen Ebene (Dach des Anbaus) und auf horizontalen, von der Standebene verschiedenen Ebenen (Rampe und Treppe). Mit Erfahrung und Übung lässt sich auch in diesem Fall der Schatten in dem perspektiven Bild (ohne Zuhilfenahme von Grund- und Aufriss) konstruieren. Details: s. Weblink Darstellende Geometrie für Architekten, S. 172